# Міністр фінансів США
Міністр фінансів США (англ. United States Secretary of the Treasury, дослівно Секретар казначейства США) — глава міністерства фінансів США, в основні функції якого входить визначення і виконання економічної та грошової політики США, регулювання експорту та імпорту, фінансових організацій, збір податків, друк паперових грошових знаків і карбування монет. Призначається президентом США «за порадою і за згодою» Сенату США.

## Список міністрів фінансів США
Роберт Морріс був першою людиною, призначеною на посаду міністра фінансів (Джорджем Вашингтоном). Однак станом здоров'я Морріс відхилив цю пропозицію, і 1-м міністром фінансів за рекомендацією Морріса став Александер Гамільтон. Раніше (з 1781 по 1784) Морріс керував фінансами Континентального конгресу (називаючись суперінтендантом фінансів). У 1784–1789 роках фінансами Конгресу керувала рада з трьох комісіонерів.

## Міністри фінансів
| #  | зображення                | ім'я і прізвище           | рідний штат       | термін на посаді | термін на посаді | адміністрація президента США, в якій був на посаді |  |
| #  | зображення                | ім'я і прізвище           | рідний штат       | початок          | кінець           | адміністрація президента США, в якій був на посаді |  |
| -- | ------------------------- | ------------------------- | ----------------- | ---------------- | ---------------- | -------------------------------------------------- |  |
| 1  | Александер Гамілтон       | Александер Гамілтон       | Нью-Йорк          | 11 вересня 1789  | 31 січня 1795    | Джордж Вашингтон                                   |  |
| 2  | Олівер Волкотт            | Олівер Волкотт            | Коннектикут       | 3 лютого 1795    | 31 грудня 1800   | Джордж Вашингтон Джон Адамс                        |  |
| 3  | Семюел Декстер            | Семюел Декстер            | Массачусетс       | 1 січня 1801     | 13 травня 1801   | Джон Адамс Томас Джефферсон                        |  |
| 4  | Альберт Галлатін          | Альберт Галлатін          | Пенсільванія      | 14 травня 1801   | 8 лютого 1814    | Томас Джефферсон Джеймс Медісон                    |  |
| 5  | Джордж Вашингтон Кемпбелл | Джордж Вашингтон Кемпбелл | Теннессі          | 9 лютого 1814    | 5 жовтня 1814    | Джеймс Медісон                                     |  |
| 6  | Олександр Джеймс Даллас   | Олександр Джеймс Даллас   | Пенсільванія      | 6 жовтня 1814    | 21 жовтня 1816   | Джеймс Медісон                                     |  |
| 7  | Вільям Гарріс Кроуфорд    | Вільям Гарріс Кроуфорд    | Джорджія          | 22 жовтня 1816   | 6 березня 1825   | Джеймс Медісон Джеймс Монро                        |  |
| 8  | Річард Раш                | Річард Раш                | Пенсільванія      | 7 березня 1825   | 5 березня 1829   | Джон Квінсі Адамс                                  |  |
| 9  | Семюель Інгем             | Семюель Інгем             | Пенсільванія      | 6 березня 1829   | 20 червня 1831   | Ендрю Джексон                                      |  |
| 10 | Луїс Маклейн              | Луїс Маклейн              | Делавер           | 8 серпня 1831    | 28 травня 1833   | Ендрю Джексон                                      |  |
| 11 | Вільям Джон Дуейн         | Вільям Джон Дуейн         | Пенсільванія      | 29 травня 1833   | 22 вересня 1833  | Ендрю Джексон                                      |  |
| 57 | Кларенс Дуглас Діллон     | Кларенс Дуглас Діллон     |                   | 1961             | 1965             |                                                    |  |
| 58 | Генрі Хеммілл Фаулер      | Генрі Хеммілл Фаулер      |                   | 1965             | 1968             | Ліндон Джонсон                                     |  |
| 59 | Джозеф Вокер Барр         | Джозеф Уокер Барр         | Індіана           | 21 грудня 1968   | 20 січня 1969    | Ліндон Джонсон                                     |  |
| 60 | Девід Кеннеді             | Девід Кеннеді             | Юта               | 22 січня 1969    | 10 лютого 1971   | Джон Кеннеді                                       |  |
| 61 | Джон Конналлі             | Джон Конналлі             | Техас             | 11 лютого 1971   | 12 червня 1972   | Джон Кеннеді                                       |  |
| 62 | Джордж Шульц              | Джордж Шульц              | Іллінойс          | 12 червня 1972   | 8 травня 1974    | Річард Ніксон                                      |  |
| 63 | Вільям Саймон             | Вільям Саймон             | Нью-Джерсі        | 8 травня 1974    | 20 січня 1977    | Річард Ніксон Джеральд Форд                        |  |
| 64 | Міхаель Блюменталь        | Міхаель Блюменталь        | Мічиган           | 23 січня 1977    | 4 серпня 1979    | Джиммі Картер                                      |  |
| 65 | Джордж Вільям Міллер      | Джордж Вільям Міллер      | Род-Айленд        | 6 серпня 1979    | 20 січня 1981    | Джиммі Картер                                      |  |
| 66 | Дональд Ріган             | Дональд Ріган             | Нью-Джерсі        | 22 січня 1981    | 1 лютого 1985    | Рональд Рейган                                     |  |
| 67 | Джеймс Бейкер             | Джеймс Бейкер             | Техас             | 4 лютого 1985    | 17 серпня 1988   | Рональд Рейган                                     |  |
| 68 | Ніколас Брейді            | Ніколас Брейді            | Нью-Джерсі        | 15 вересня 1989  | 17 січня 1993    | Рональд Рейган Джордж Герберт Вокер Буш            |  |
| 69 | Ллойд Бентсен             | Ллойд Бентсен             | Техас             | 20 січня 1993    | 22 грудня 1994   | Білл Клінтон                                       |  |
| 70 | Роберт Рубін              | Роберт Рубін              | Нью-Йорк          | 11 січня 1995    | 2 липня 1999     | Білл Клінтон                                       |  |
| 71 | Лоуренс Саммерс           | Лоуренс Саммерс           | Массачусетс       | 2 липня 1999     | 20 січня 2001    | Білл Клінтон                                       |  |
| 72 | Пол О'Нілл                | Пол О'Нілл                | Пенсільванія      | 20 січня 2001    | 31 грудня 2002   | Джордж Вокер Буш                                   |  |
| 73 | Джон Сноу                 | Джон Сноу                 | Вірджинія         | 3 лютого 2003    | 30 червня 2006   | Джордж Вокер Буш                                   |  |
| 74 | Генрі Полсон              | Генрі Полсон              | Іллінойс          | 10 липня 2006    | 20 січня 2009    | Джордж Вокер Буш                                   |  |
| 75 | Тімоті Гайтнер            | Тімоті Гайтнер            | Нью-Йорк          | 26 січня 2009    | 25 січня 2013    | Барак Обама                                        |  |
| 76 | Джейкоб Лью               | Джейкоб Лью               | Нью-Йорк          | 28 лютого 2013   | 20 січня 2017    | Барак Обама                                        |  |
| 77 | Стівен Мнучін             | Стівен Мнучін             | Каліфорнія        | 13 лютого 2017   | 20 січня 2021    | Дональд Трамп                                      |  |
| 78 | Джанет Єллен              | Джанет Єллен              | Нью-Йорк          | 25 січня 2021    | 20 січня 2025    | Джо Байден                                         |  |
| 79 | Скотт Бессент             | Скотт Бессент             | Південна Кароліна | 25 січня 2025    |                  | Дональд Трамп                                      |  |